# الحملة الحمادية على إفريقية (1068-1069)
الحملة الحمادية على إفريقية, هي حملة عسكرية حصلت بين عامي 1068 و 1069 قادها الناصر بن علناس كمحاولة لغزو إفريقية.

## الحملة
بعد هزيمته في معركة سبيبة استرجع الناصر قواه، و كانت تلك الهزيمة كارثة بالنسبة لزناتة وصنهاجة على عكس الأثبج حلفاء الحماديين الذين رأوا وجوب محاربة خصومهم بنو رياح حلفاء الزيريين، و لعلمه بأحوال إفريقية بسبب تسريبات محمد بن البعبع قرر الناصر محاولة غزو إفريقية ثانية. بدأ الناصر غزوته محاصرة الأربس سنة 460هـ / 1068 مع الأثبج، فغزاها و أمن أهلها قتل و واليها الرياحي ابن مجزار، و في تلك الفترة خرج القائد بن ميمون والي القيروان عن طاعة آل باديس و دخل في طاعة آل حمّاد، و دخل الناصر القيروان و أقام بها، لكن الناصر استمر خائفا من جموع العرب خاصة و أنه ليس في أرضه و الأعراب كثيرون، فغادر الناصر القيروان سنة 461هـ / 1069 أو أواخر سنة 460هـ / خريف 1068 كاحتمال آخر، و ترك القائد نائباً عليه، و بهذا تكللت حملة الناصر بالنجاح بفضل القائد بن ميمون.

## العواقب
لكن تميم بن المعز و حلفائه لم يقبلوا بهذه الهزيمة، فأرسل تميم عبيده و جنوده و معهم جموع من العرب، فلما عرف القائد علم أن لا طاقة له بهم، هرب من القيروان و لجئ للناصر، بينما دخل الجيش الزيري القيروان و خرب قصر القائد في باب أَسْلَم.